# Klingenmünster
Klingenmünster est une municipalité de la Verbandsgemeinde Bad Bergzabern, dans l'arrondissement de la Route-du-Vin-du-Sud, en Rhénanie-Palatinat, dans l'ouest de l'Allemagne. Ce fut à l'époque carolingienne un village de frères convers voués au service d'une abbaye aujourd'hui disparue.